# Unión (Schiff)
Die BAP Unión ist ein Segelschulschiff der Peruanischen Marine.

## Allgemeines
Das Schiff wurde 2010 bei der Staatswerft SIMA in Callao in Auftrag gegeben und lief am 22. Dezember 2014 vom Stapel. Am 27. Januar 2016 wurde die Unión in einer feierlichen Zeremonie im Beisein des Staatspräsidenten Ollanta Humala in Dienst gestellt. 2017 lief es im Hamburger Hafen ein und war für Besichtigungen zugänglich.

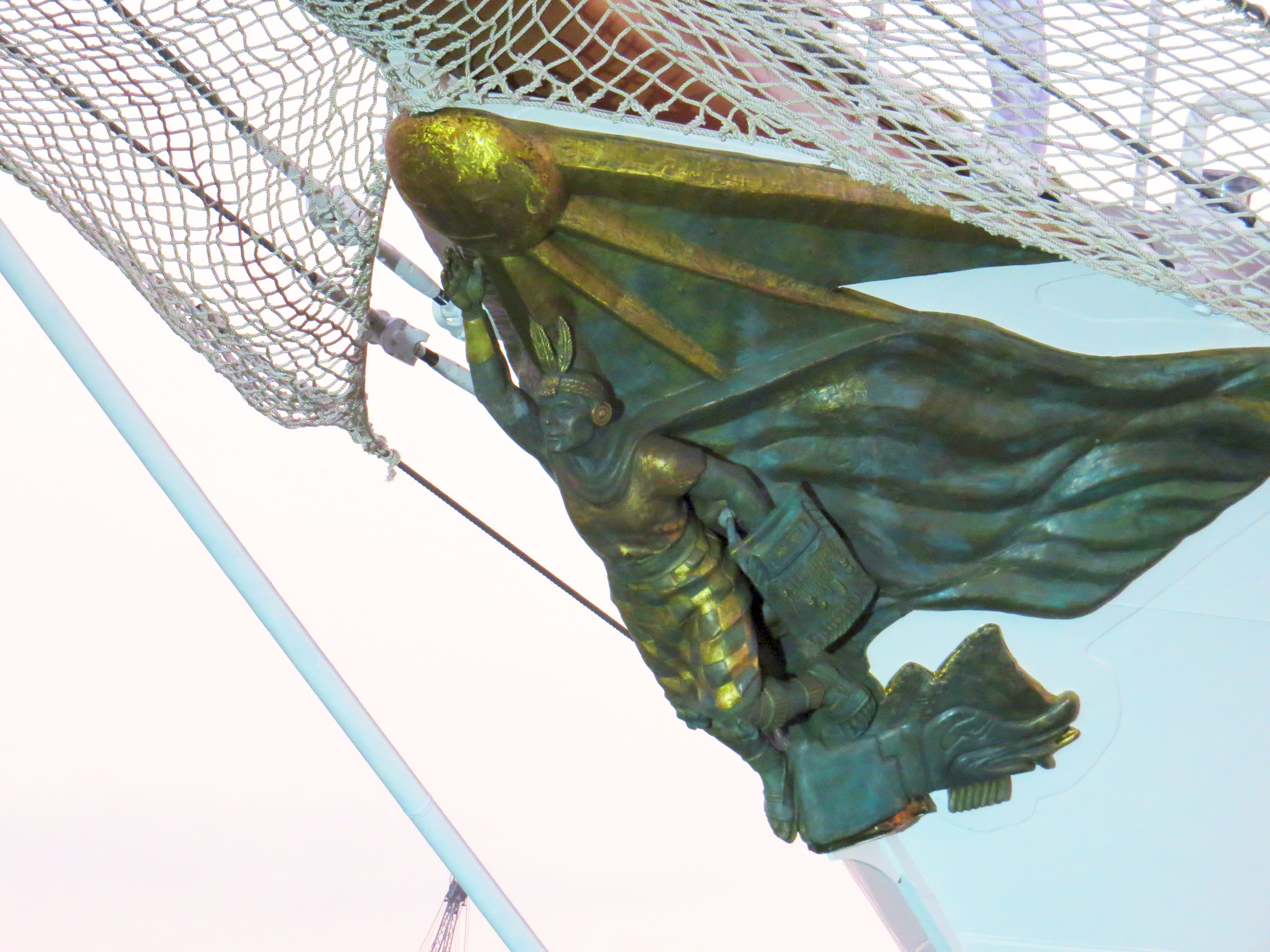
Die Galionsfigur der Unión

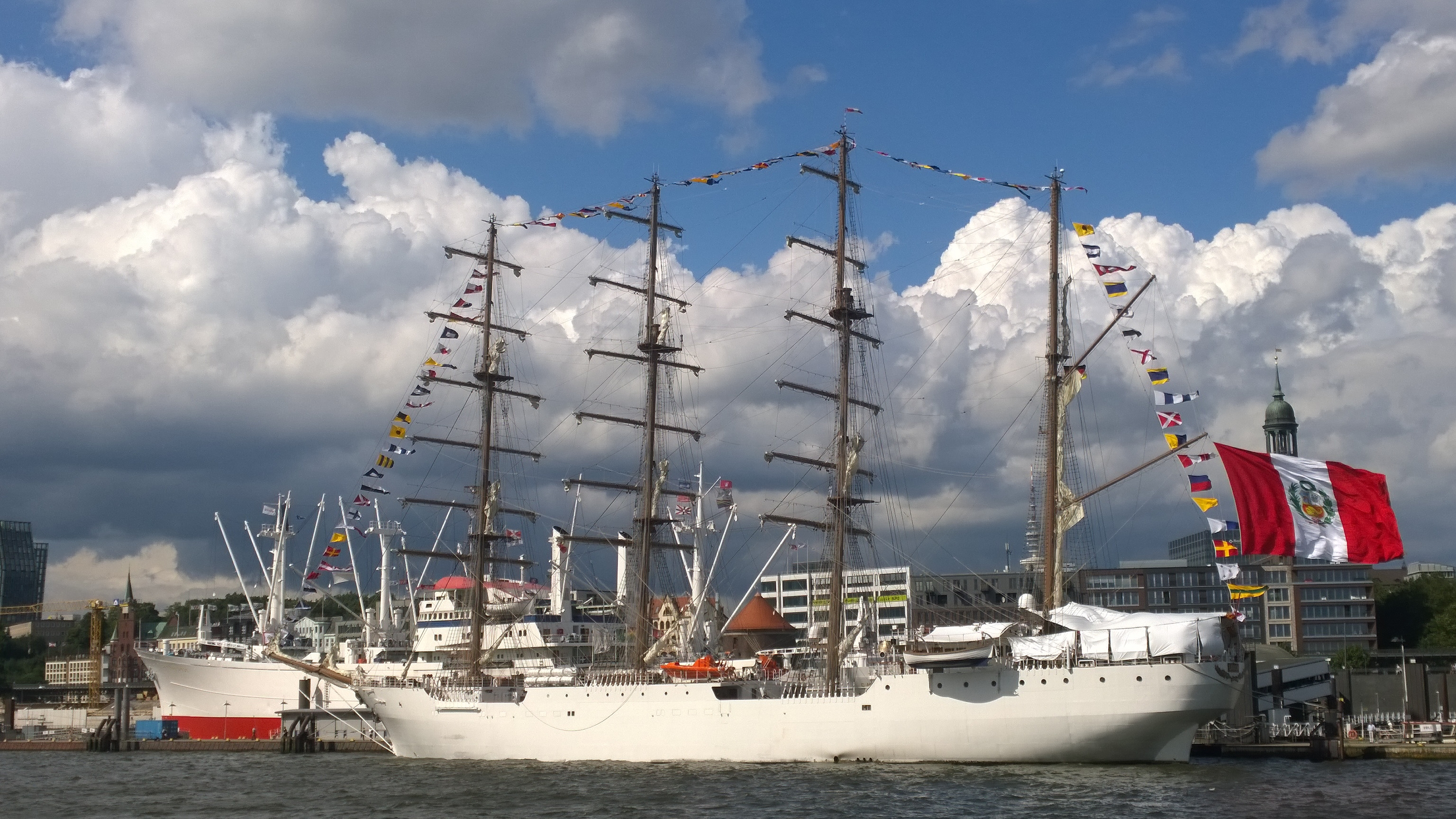
Die Unión in Hamburg

Benannt ist das Schiff nach der Segelfregatte Unión, die im Salpeterkrieg das chilenische Dampfschiff Rimac zum Streichen der Flagge gezwungen hatte. Der Auxiliarsegler hat einen Stahlrumpf und ist als Bark getakelt. Die Segelfläche beträgt 4324 m². Die Schiffsbesatzung setzt sich aus 25 Offizieren, 86 Mann und 134 Kadetten zusammen. Die Galionsfigur stellt den Inka Túpac Yupanqui dar, der nach der Sonne greift. Es ist gegenwärtig das größte Schulschiff Lateinamerikas. Kommandant ist aktuell Franz Richard Bittrich Ramírez.

## Ausstattung
Mit 4 Masten und 115 m Länge ist es ein schmales und schnelles Segelschiff mit moderner Kabinenausstattung. Das Schiff verfügt über eine medizinische Ausstattung: Dazu gehören ein kleiner Operationssaal mit einer Notfallausstattung sowie eine zahnmedizinische Behandlungseinheit. Zur Besatzung gehören ein Arzt sowie ein Zahnarzt.

## Auszeichnung
2023 wurde die BAP Union für ihre Fahrt vom peruanischen Hafen Callao nach Tahiti im Südpazifik mit der Boston Teapot Trophäe ausgezeichnet.